# 17. lipnja
17. lipnja (17. 6.) 168. je dan godine po gregorijanskom kalendaru (169. u prijestupnoj godini).
Do kraja godine ima još 197 dana.

## Događaji
- 1462. – Vlad III. Drakula napao vojsku Mehmeda II.
- 1631. – Mumtaz Mahal umrla pri porođaju
- 1773. – osnovan grad Cúcuta u Kolumbiji
- 1885. – Kip slobode stigao je u newyoršku luku na palubi francuske fregate Isère.
- 1905. – Norveška stekla neovisnost od Švedske.
- 1939. – U Versaillesu je održano posljednje javno giljotiniranje u Francuskoj.
- 1940. – Baltičke republike pale pod okupaciju SSSR-a
- 1943. – tiskan prvi broj "Slobodne Dalmacije"
- 1944. – Island stekao neovisnost od Danske
- 1953. – Izbili nemiri u Ist. Njemačkoj
- 1963. – Rolling Stonesi objavili debitantski singl "Come on"
- 1972. – U Zagrebu je otvoren Dom sportova ekshibicijskom košarkaškom utakmicom Europe protiv SAD-a.[1]
- 1982. – pronađen leš "Božjeg bankara"
- 1989. – osnovana Hrvatska demokratska zajednica

| - 1239. – Edvard I. Dugonogi, engleski kralj († 1307.) - 1682. – Karlo XIII. Švedski, švedski kralj († 1718.) - 1714. – Alexander Gottlieb Baumgarten, njemački filozof († 1762.) - 1742. – William Hooper, američki potpisnik Deklaracije o neovisnosti († 1790.) - 1876. – Ivan Lorković, hrvatski političar - 1882. – Igor Stravinski, ruski skladatelj († 1971.) - 1898. – Carl Hermann, njemački fizičar († 1961.) - 1929. - Tigran Petrosjan, armenski šahist († 1984.) - Tomislav Crnković, hrvatski nogometaš - 1930. – Pavle Blažek, svestrani hrv. kult. djelatnik († 1988.) - 1945. – Eddy Merckx, belgijski biciklist - 1949. – Zlatko Mateša, hrvatski političar - 1980. – Venus Williams, američka tenisačica - 1985. – Marcos Baghdatis, ciparski tenisač - 1999. – Jelena Ribakina, kazahstanska tenisačica | - 1025. – Boleslav I. Hrabri, prvi poljski kralj - 1400. – Jan od Jenštejna, praški nadbiskup (* 1350.) - 1631. – Mumtaz Mahal, indijska carica (* 1593.) - 1696. – Jan Sobieski, poljski kralj - 1712. – Denis Papin, francuski istraživač i izumitelj (* 1647.) - 1762. – Prosper Jolyot Crébillon, francuski književnik (* 1674.) - 1797. – Muhamed-han Kadžar, iranski šah (* 1742.) - 1906. – Harry Nelson Pillsbury, američki šahist (* 1872.) - 1956. – Bob Sweikert, američki automobilist (* 1926.) - 1996. – Thomas Kuhn, američki povjesničar (* 1922.) - 2002. – Fritz Walter, njemački nogometaš (* 1920.) - 2005. – Tetjana Jablonska, ukrajinska slikarica (* 1917.) - 2009. – Ralf Dahrendorf, njemački sociolog (* 1929.) - 2015. – Süleyman Demirel, turski političar (* 1924.) |

## Blagdani i spomendani
- Dan državnosti u Islandu
- Svjetski dan suzbijanja opustinjavanja